# Jill Craybas
Jill Craybas (* 4. Juli 1974 in Providence, Rhode Island) ist eine ehemalige US-amerikanische Tennisspielerin.

## Karriere
1996 nahm sie mit einer Wildcard an den US Open teil. 1998 spielte sie ihr erstes WTA-Turnier. Im selben Jahr gewann sie ihren ersten ITF-Titel in Nuevo Lareda. 2001 spielte sie sich im April unter die Top 100 der Welt und nahm an allen Grand-Slam-Turnieren teil. 2002 erreichte sie bei den Australian Open die zweite Runde, nachdem ihre Gegnerin Mary Pierce in Runde eins hatte aufgeben müssen. Im September gewann sie in Tokio ihren ersten Titel auf der WTA Tour, obwohl sie im Endspiel gegen Silvija Talaja im dritten Satz schon mit 0:4 zurückgelegen hatte.
2004 erreichte Craybas in Miami, beim größten Event nach den Grand-Slam-Turnieren, das Viertelfinale. In Wimbledon besiegte sie 2005 Serena Williams mit 6:3, 7:6 und erreichte zum ersten Mal das Viertelfinale. Im Jahr darauf schlug sie Kim Clijsters in Miami und erreichte mit Position 39 ihr bestes Ranking im Einzel. 2008 erreichte sie das Endspiel in Pattaya, das sie trotz eines Matchballs gegen Agnieszka Radwańska verlor.
Am 24. August 2013 kündigte Jill Craybas während der US Open ihren Rücktritt vom Profitennis an. Ihr letztes Match bestritt sie dann am 30. August in der Doppelkonkurrenz von Flushing Meadows.

## Turniersiege

### Einzel
| Nr. | Datum            | Turnier      | Kategorie          | Belag             | Finalgegnerin         | Ergebnis      |
| --- | ---------------- | ------------ | ------------------ | ----------------- | --------------------- | ------------- |
| 1.  | 15. März 1998    | Nuevo Lareda | ITF-Masters $5.000 | Hartplatz         | Marina Petrovic       | 6:2, 6:2      |
| 2.  | 11. Februar 2001 | Rockford     | ITF $25.000        | Hartplatz (Halle) | Adriana Serra Zanetti | 6:4, 6:3      |
| 3.  | 6. Oktober 2002  | Tokio        | WTA Tier III       | Hartplatz         | Silvija Talaja        | 2:6, 6:4, 6:4 |
| 4.  | 15. Februar 2004 | Midland      | ITF $75.000        | Hartplatz (Halle) | Nicole Vaidišová      | 6:2, 6:4      |
| 5.  | 11. Februar 2007 | Midland      | ITF $75.000        | Hartplatz (Halle) | Laura Granville       | 2:6, 6:3, 6:3 |

### Doppel
| Nr. | Datum           | Turnier     | Kategorie         | Belag             | Partnerin           | Finalgegnerinnen                         | Ergebnis          |
| --- | --------------- | ----------- | ----------------- | ----------------- | ------------------- | ---------------------------------------- | ----------------- |
| 1.  | 24. Mai 2003    | Madrid      | WTA Tier III      | Sand              | Liezel Huber        | Rita Grande Angelique Widjaja            | 6:4, 7:5          |
| 2.  | 21. August 2004 | Cincinnati  | WTA Tier III      | Hartplatz         | Marlene Weingärtner | Emmanuelle Gagliardi Anna-Lena Grönefeld | 7:5, 7:62         |
| 3.  | 24. Mai 2008    | Istanbul    | WTA Tier III      | Sand              | Wolha Hawarzowa     | Marina Eraković Polona Hercog            | 6:1, 6:2          |
| 4.  | 4. Oktober 2008 | Tokio       | WTA Tier III      | Hartplatz         | Marina Eraković     | Ayumi Morita Aiko Nakamura               | 4:6, 7:5, [10:6]  |
| 5.  | Oktober 2010    | Tokio       | ITF $100.000+H    | Hartplatz         | Tamarine Tanasugarn | Urszula Radwańska Olha Sawtschuk         | 6:3, 6:1          |
| 6.  | Oktober 2011    | Limoges     | ITF $50.000       | Hartplatz (Halle) | Sofia Arvidsson     | Caroline Garcia Aurélie Védy             | 6:4, 4:6,[10:7]   |
| 7.  | 17. Juni 2012   | Bad Gastein | WTA International | Sand              | Julia Görges        | Anna-Lena Grönefeld Petra Martić         | 6:74, 6:4, [11:9] |

## Abschneiden bei Grand-Slam-Turnieren

### Einzel
| Turnier         | 1996 | 1997 | 1998 | 1999 | 2000 | 2001 | 2002 | 2003 | 2004 | 2005 | 2006 | 2007 | 2008 | 2009 | 2010 | 2011 | 2012 | Karriere |
| --------------- | ---- | ---- | ---- | ---- | ---- | ---- | ---- | ---- | ---- | ---- | ---- | ---- | ---- | ---- | ---- | ---- | ---- | -------- |
| Australian Open | —    | —    | —    | 1    | —    | 1    | 2    | 1    | 3    | 1    | 1    | 1    | 2    | 1    | 1    | 1    | —    | 3        |
| French Open     | —    | —    | —    | —    | —    | 2    | 1    | 1    | 1    | 1    | 1    | 2    | 1    | 2    | 2    | 2    | —    | 2        |
| Wimbledon       | —    | —    | —    | —    | —    | 1    | 2    | 1    | 2    | AF   | 1    | 1    | 1    | 2    | 1    | 1    | —    | AF       |
| US Open         | 1    | —    | 1    | 1    | 1    | 1    | 1    | 1    | 2    | 2    | 2    | 1    | 1    | 2    | 1    | 1    | —    | 2        |

### Doppel
| Turnier         | 1998 | 1999–2002 | 2003 | 2004 | 2005 | 2006 | 2007 | 2008 | 2009 | 2010 | 2011 | 2012 | 2013 | Karriere |
| --------------- | ---- | --------- | ---- | ---- | ---- | ---- | ---- | ---- | ---- | ---- | ---- | ---- | ---- | -------- |
| Australian Open | —    | —         | —    | 1    | 1    | 2    | 2    | 1    | 1    | 1    | 2    | 2    | 2    | 2        |
| French Open     | —    | —         | —    | VF   | 1    | 1    | 1    | 1    | 2    | 1    | 1    | —    | 1    | VF       |
| Wimbledon       | —    | —         | 2    | 1    | 1    | 1    | AF   | 1    | 1    | 1    | 1    | 1    | —    | AF       |
| US Open         | 1    | —         | 1    | 2    | 2    | 2    | 1    | 1    | 1    | 1    | —    | 2    | 2    | 2        |